# Pseudochromis
Las percas enanas son el género Pseudochromis, unos peces marinos incluidos en la familia Pseudochromidae. Se distribuyen por el océano Índico y el océano Pacífico.

## Especies
Existen unas 70 especies agrupadas en este género:
- Pseudochromis aldabraensis (Bauchot-Boutin, 1958) - Perca enana de Aldabra
- Pseudochromis alticaudex (Gill, 2004)
- Pseudochromis ammeri (Gill, Allen & Erdmann, 2012)
- Pseudochromis andamanensis ()Lubbock, 1980
- Pseudochromis aureolineatus (Gill, 2004)
- Pseudochromis aurulentus (Gill & Randall, 1998)
- Pseudochromis bitaeniatus (Fowler, 1931)
- Pseudochromis caudalis (Boulenger, 1898)
- Pseudochromis chrysospilus (Gill & Zajonz, 2011)
- Pseudochromis coccinicauda (Tickell, 1888)
- Pseudochromis colei (Herre, 1933)
- Pseudochromis cometes (Gill & Randall, 1998)
- Pseudochromis cyanotaenia ()Bleeker, 1857
- Pseudochromis dilectus (Lubbock, 1976)
- Pseudochromis dixurus (Lubbock, 1975)
- Pseudochromis dutoiti (Smith, 1955)
- Pseudochromis eichleri (Gill, Allen & Erdmann, 2012)
- Pseudochromis elongatus (Lubbock, 1980)
- Pseudochromis erdmanni (Gill & Allen, 2011)
- Pseudochromis flammicauda (Lubbock & Goldman, 1976)
- Pseudochromis flavivertex (Rüppell, 1835) - Perca enana de dorso amarillo
- Pseudochromis flavopunctatus (Gill & Randall, 1998)
- Pseudochromis fowleri (Herre, 1934)
- Pseudochromis fridmani (Klausewitz, 1968) - Perca enana de Fridman
- Pseudochromis fuligifinis (Gill & Williams, 2011)
- Pseudochromis fuscus (Müller & Troschel, 1849)
- Pseudochromis howsoni (Allen, 1995)
- Pseudochromis jace (Allen, Gill & Erdmann, 2008)
- Pseudochromis jamesi (Schultz, 1943)
- Pseudochromis kolythrus (Gill & Winterbottom, 1993)
- Pseudochromis kristinae (Gill, 2004)
- Pseudochromis leucorhynchus (Lubbock, 1977)
- Pseudochromis linda (Randall & Stanaland, 1989)
- Pseudochromis litus (Gill & Randall, 1998)
- Pseudochromis lugubris (Gill & Allen, 2004)
- Pseudochromis luteus (Aoyagi, 1943)
- Pseudochromis madagascariensis (Gill, 2004)
- Pseudochromis magnificus (Lubbock, 1977)
- Pseudochromis marshallensis (Schultz, 1953)
- Pseudochromis matahari (Gill, Erdmann & Allen, 2009)
- Pseudochromis melanurus (Gill, 2004)
- Pseudochromis melas (Lubbock, 1977)
- Pseudochromis mooii (Gill, 2004)
- Pseudochromis moorei (Fowler, 1931)
- Pseudochromis natalensis (Regan, 1916)
- Pseudochromis nigrovittatus (Boulenger, 1897)
- Pseudochromis oligochrysus (Gill, Allen & Erdmann, 2012)
- Pseudochromis olivaceus (Rüppell, 1835)
- Pseudochromis omanensis (Gill & Mee, 1993)
- Pseudochromis persicus (Murray, 1887)
- Pseudochromis perspicillatus (Günther, 1862)
- Pseudochromis pesi (Lubbock, 1975)
- Pseudochromis pictus (Gill & Randall, 1998)
- Pseudochromis punctatus (Kotthaus, 1970)
- Pseudochromis pylei (Randall & McCosker, 1989)
- Pseudochromis quinquedentatus (McCulloch, 1926)
- Pseudochromis ransonneti (Steindachner, 1870)
- Pseudochromis reticulatus (Gill & Woodland, 1992)
- Pseudochromis rutilus (Gill, Allen & Erdmann, 2012)
- Pseudochromis sankeyi (Lubbock, 1975)
- Pseudochromis socotraensis (Gill & Zajonz, 2011)
- Pseudochromis springeri (Lubbock, 1975) - Perca enana de Springer
- Pseudochromis steenei (Gill & Randall, 1992)
- Pseudochromis striatus (Gill, Shao & Chen, 1995)
- Pseudochromis tapeinosoma (Bleeker, 1853)
- Pseudochromis tauberae (Lubbock, 1977)
- Pseudochromis tigrinus (Allen & Erdmann, 2012)
- Pseudochromis tonozukai (Gill & Allen, 2004)
- Pseudochromis viridis (Gill & Allen, 1996)
- Pseudochromis wilsoni (Whitley, 1929)